# Elecciones municipales de Cajamarca de 1993
Las elecciones municipales de Cajamarca de 1993 se llevaron a cabo el 29 de enero de 1993 para elegir al alcalde y al Concejo Provincial del Cajamarca para el periodo 1993-1995. La elección se celebró simultáneamente con elecciones municipales en todo el país.

## Sistema electoral
La Municipalidad Provincial de Cajamarca es el órgano administrativo y de gobierno de la provincia de Cajamarca. Está compuesta por el alcalde y el Concejo Provincial.
La votación del alcalde y el concejo se realiza en base al sufragio universal, que comprende a todos los ciudadanos nacionales mayores de dieciocho años, empadronados y residentes en la provincia de Cajamarca y en pleno goce de sus derechos políticos, así como a los ciudadanos no nacionales residentes y empadronados en la provincia de Cajamarca.
El Concejo Provincial de Cajamarca está compuesto por 19 regidores elegidos por sufragio directo para un período de tres (3) años, en forma conjunta con la elección del alcalde (quien lo preside). La votación es por lista cerrada y bloqueada. Se asigna a la lista ganadora los escaños según el método d'Hondt o la mitad más uno, lo que más le favorezca.

## Composición del Concejo Provincial de Cajamarca
La siguiente tabla muestra la composición del Concejo Provincial de Cajamarca antes de las elecciones.
| Partidos | Partidos                | Regidores |
| -------- | ----------------------- | --------- |
|          | Partido Aprista Peruano | 10        |
|          | Frente Democrático      | 5         |
|          | Izquierda Unida         | 4         |

## Partidos y candidatos
A continuación se muestra una lista de los principales partidos y alianzas electorales que participaron en las elecciones:
| Candidatura | Candidatura | Partidos y alianzas | Candidatos | Candidatos              | Ideología                                                  | Resultado previo | Resultado previo | Ref. |
| Candidatura | Candidatura | Partidos y alianzas | Candidatos | Candidatos              | Ideología                                                  | Votos (%)        | Reg.             | Ref. |
| ----------- | ----------- | --- | ---------- | ----------------------- | ---------------------------------------------------------- | ---------------- | ---------------- | ---- |
|             | APRA        | Lista - Partido Aprista Peruano (APRA) |            | Alejandro Agüero Torres | Aprismo                                                    | 44.56%           | 10               |      |
|             | AP          | Lista - Acción Popular (AP) |            | Enrique Grosso Rojas    | Humanismo Nacionalismo cívico Reformismo                   | 30.85%           | 5                |      |
|             | PPC         | Lista - Partido Popular Cristiano (PPC) |            | Juan Arce del Campo     | Democracia cristiana Conservadurismo Liberalismo económico | 30.85%           | 5                |      |
|             | IU          | Lista - Izquierda Unida (IU) – Unión de Izquierda Revolucionaria (UNIR) – Partido Comunista Peruano (PCP) – Frente Obrero Campesino Estudiantil y Popular (FOCEP) |            | Dámaso Medina Salazar   | Marxismo-leninismo Mariateguismo Socialismo democrático    | 23.59%           | 4                |      |
|             | FNTC        | Lista - Frente Nacional de Trabajadores y Campesinos (FNTC) |            | Carlos Gamboa Velásquez | Nacionalismo de izquierda Tahuantinsuyismo                 | Nuevo            | Nuevo            |      |
|             | Frepap      | Lista - Frente Popular Agrícola del Perú (Frepap) |            | Félix Aquino Escalante  | Israelismo Fundamentalismo cristiano Populismo             | Nuevo            | Nuevo            |      |
|             | NM–C90      | Lista - Alianza Nueva Mayoría - Cambio 90 (NM–C90) – Nueva Mayoría (NM) – Cambio 90 (C90)                                                                         |            | Francisco Arroyo Cobián | Fujimorismo                                                | Nuevo            | Nuevo            |      |
|             | IND         | Lista - Lista Independiente N° 3 Frente Independiente Renovador                                                                                                   |            | Luis Guerrero Figueroa  | Localismo cajamarquino                                     | Nuevo            | Nuevo            |      |
|             | IND         | Lista - Lista Independiente N° 29 Movimiento Independiente Che Gálvez                                                                                             |            | Horacio Gálvez Alva     | Localismo cajamarquino                                     | Nuevo            | Nuevo            |      |

Otros candidatos
| Partidos y alianzas | Partidos y alianzas                                             | Candidatos             |
| ------------------- | --------------------------------------------------------------- | ---------------------- |
|                     | Lista Independiente N° 19 Acción y Participación Municipal      | Gustavo Rosell Bringas |
|                     | Lista Independiente N° 27 Unión de Cajamarquinos Independientes | Carlos Cabrera Herbert |

## Resultados

### Sumario general
|                        |                                                                 |              |              |              |           |           |
| Partidos y coaliciones | Partidos y coaliciones                                          | Voto popular | Voto popular | Voto popular | Regidores | Regidores |
| Partidos y coaliciones | Partidos y coaliciones                                          | Votos        | %            | ±pp          | Total     | +/−       |
|                        | Lista Independiente N° 3 Frente Independiente Renovador         | 15,652       | 32.87        | n/a          | 11        | +11       |
|                        | Alianza Nueva Mayoría - Cambio 90 (NM–C90)                      | 12,765       | 26.81        | Nuevo        | 4         | +4        |
|                        | Partido Aprista Peruano (APRA)                                  | 8,453        | 17.75        | –26.81       | 2         | –8        |
|                        | Lista Independiente N° 29 Movimiento Independiente Che Gálvez   | 5,679        | 11.93        | n/a          | 2         | +2        |
|                        | Acción Popular (AP)                                             | 1,327        | 2.79         | n/a          | 0         | –5        |
|                        | Lista Independiente N° 19 Acción y Participación Municipal      | 1,204        | 2.53         | n/a          | 0         | ±0        |
|                        | Frente Nacional de Trabajadores y Campesinos (FNTC)             | 650          | 1.37         | Nuevo        | 0         | ±0        |
|                        | Partido Popular Cristiano (PPC)                                 | 617          | 1.30         | n/a          | 0         | ±0        |
|                        | Izquierda Unida (IU)                                            | 523          | 1.10         | –22.49       | 0         | –4        |
|                        | Frente Popular Agrícola del Perú (Frepap)                       | 521          | 1.09         | Nuevo        | 0         | ±0        |
|                        | Lista Independiente N° 27 Unión de Cajamarquinos Independientes | 220          | 0.46         | n/a          | 0         | ±0        |
|                        |                                                                 |              |              |              |           |           |
| Total                  | Total                                                           | 47,611       |              |              | 19        | ±0        |
|                        |                                                                 |              |              |              |           |           |
| Votos válidos          | Votos válidos                                                   | 47,611       | 82.09        | +15.65       |           |           |
| Votos en blanco        | Votos en blanco                                                 | 1,554        | 2.68         | –6.35        |           |           |
| Votos nulos            | Votos nulos                                                     | 8,834        | 15.23        | –9.30        |           |           |
| Votos emitidos         | Votos emitidos                                                  | 57,999       | 59.26        | –14.91       |           |           |
| Abstenciones           | Abstenciones                                                    | 39,867       | 40.74        | +14.91       |           |           |
| Votantes registrados   | Votantes registrados                                            | 97,866       |              |              |           |           |
|                        |                                                                 |              |              |              |           |           |
| Fuente:                |                                                                 |              |              |              |           |           |

## Elecciones municipales distritales

### Resultados por distrito
La siguiente tabla enumera el control de los distritos de la provincia de Cajamarca. El cambio de mando de una organización política se resalta del color de ese partido.
| Distrito           | Alcalde(sa) titular        | Partido político | Partido político        | Alcalde(sa) electo(a)    | Partido político | Partido político                |
| ------------------ | -------------------------- | ---------------- | ----------------------- | ------------------------ | ---------------- | ------------------------------- |
| Asunción           | Milciades Posadas Méndez   |                  | Partido Aprista Peruano | Rolando Sánchez Novoa    |                  | Nueva Mayoría - Cambio 90       |
| Chetilla           | Marcos Chavarri Bardales   |                  | Partido Aprista Peruano | José Landa Quito         |                  | Nueva Mayoría - Cambio 90       |
| Cospán             | Próspero Gutiérrez Ruiz    |                  | Partido Aprista Peruano | Wilbor Gutiérrez Ruíz    |                  | Partido Aprista Peruano         |
| Encañada           | Julio Tello Flores         |                  | Partido Aprista Peruano | Fidel Valera Sánchez     |                  | Nueva Mayoría - Cambio 90       |
| Jesús              | Benedicto Bazán Mercado    |                  | Partido Aprista Peruano | Benedicto Bazán Mercado  |                  | Partido Aprista Peruano         |
| Llacanora          | Leónidas Ocas Rayco        |                  | Partido Aprista Peruano | Glicerio Gallardo Villa  |                  | Lista Independiente N° 3        |
| Los Baños del Inca | Edith Arroyo Cobián        |                  | Partido Aprista Peruano | Manuel Jaeger Nuñez      |                  | Lista Independiente N° 3        |
| Magdalena          | Idelfonso Obando Galarreta |                  | Partido Aprista Peruano | Luis Godoy Aquino        |                  | Lista Independiente N° 3        |
| Matara             | Noé Bardales Muñoz         |                  | Frente Democrático      | Segundo Vásquez Mejía    |                  | Nueva Mayoría - Cambio 90       |
| Namora             | Eduardo Vargas Ruiz        |                  | Partido Aprista Peruano | Pasión Hualtibamba Pérez |                  | Nueva Mayoría - Cambio 90       |
| San Juan           | Rómulo Sáenz Rodríguez     |                  | Frente Democrático      | Wilson Vargas Vargas     |                  | Frente Nacional de Trabajadores |